# Ягі-Каксі
Ягі́-Каксі́ (рос. Яги-Какси) — присілок в Граховському районі Удмуртії, Росія.

## Населення
Населення — 120 осіб (2010; 162 у 2002).
Національний склад станом на 2002 рік:
- удмурти — 73 %
- росіяни — 26 %

## Історія
За даними 10-ї ревізії 1859 року в присілку було 15 дворів та проживало 138 осіб. Тоді тут працював водяний млин. До 1921 року присілок входив в склад Граховської волості Єлабузького повіту, потім — Можгинського повіту. З 1924 року присілок перебувало в складі Граховської сільської ради, в 2004 році він увійшов до складу Котловського сільського поселення.

## Урбаноніми[3]
- вулиці — Жовтнева, Лучна, Осиковська